# Rettenbach am Auerberg
Rettenbach am Auerberg är en kommun och ort i Landkreis Ostallgäu i Regierungsbezirk Schwaben i förbundslandet Bayern i Tyskland.
Kommunen ingår i kommunalförbundet Stötten am Auerberg tillsammans med kommunen Stötten am Auerberg.